# Draganica
Draganica (bułg. Драганица) – szczyt pasma górskiego Riła, w Bułgarii, o wysokości 2642 m n.p.m.